# Coppa dell'Italia Centrale
La Coppa dell'Italia Centrale è stata una manifestazione calcistica istituita alla fine degli anni trenta dalla Federazione Italiana Giuoco Calcio per replicare a livello regionale la Coppa Italia maggiore: era infatti destinata ai club iscritti ai campionati regionali di Prima Divisione di Abruzzo, Marche e Umbria, mentre competizioni simili nello stesso periodo vengono organizzate contemporaneamente per singole regioni, come ad esempio la Coppa Campania.
Organizzata tramite il Direttorio X Zona, è stata disputata in due edizioni e i relativi trofei sono stati tutti assegnati allo stadio del Littorio (poi Stadio Dorico) di Ancona.

## Albo d'oro
- 1937-38: Borzacchini Terni

con vittoria finale contro la Sambenedettese. Questi i risultati:
Ottavi di Finale:
Tiferno - Borzacchini 0-2
Borzacchini - Tiferno 4-0
Quarti di Finale:
Interamnia Teramo - Borzacchini 3-0
Borzacchini - Interamnia Teramo 3-0
(Interamnia Teramo esclusa dal sorteggio per irregolarità)
Semifinale:
Ascoli - Borzacchini 4-0
Borzacchini - Ascoli 4-0
(Borzacchini dopo rimonta del 4-0 passa per sorteggio)
Finale:
Andata: Sambenedettese - Borzacchini 1-0 - (77' Lazzari su rig. [S])
Ritorno: Borzacchini - Sambenedettese 1-0 - (35' Semplici su rig. [B])
Finalissima sul neutro di Foligno:
Sambenedettese - Borzacchini 2-2 dts
(23' Capecci [S], 38' Celi [B], 43' Bocci [B], 53' Lazzari [S])
Ripetizione finalissima sul neutro di Ancona - 24 Luglio 1938:
Borzacchini - Sambenedettese 2-1
(9' Perotti [S] - 67' e 80' Celi [B])
Squadre partecipanti: Anconitana Bianchi II, Ascoli, Assisi, Aeronautica Umbra S.A. Foligno, Borzacchini Terni, Castrum Giulianova, Chieti, Zara
(Dalmazia), Fabriano, Gubbio, Interamnia Teramo, L'Aquila II, Lanciano, Narni, Perugia, Pescara, Roseto, Sambenedettese, Scat Gualdo, Sime Popoli II, Spoleto, Sulmona, Tiferno.
- 1938-39: Anconitana-Bianchi

Finale andata a L'Aquila
L'Aquila - Anconitana-Bianchi 1-2
Finale ritorno ad Ancona - 9 Luglio 1939:
Anconitana-Bianchi - L'Aquila 3-1